# Cleveland County (Arkansas)
Das Cleveland County ist ein County im US-Bundesstaat Arkansas. Der Verwaltungssitz (County Seat) ist Rison.

## Geographie
Das County liegt im mittleren Süden von Arkansas und hat eine Fläche von 1551 Quadratkilometern, wovon drei Quadratkilometer Wasserfläche sind. Es grenzt an folgende Countys:
| Grant County   |                | Jefferson County |
| Dallas County  |                | Lincoln County   |
| Calhoun County | Bradley County | Drew County      |

## Geschichte

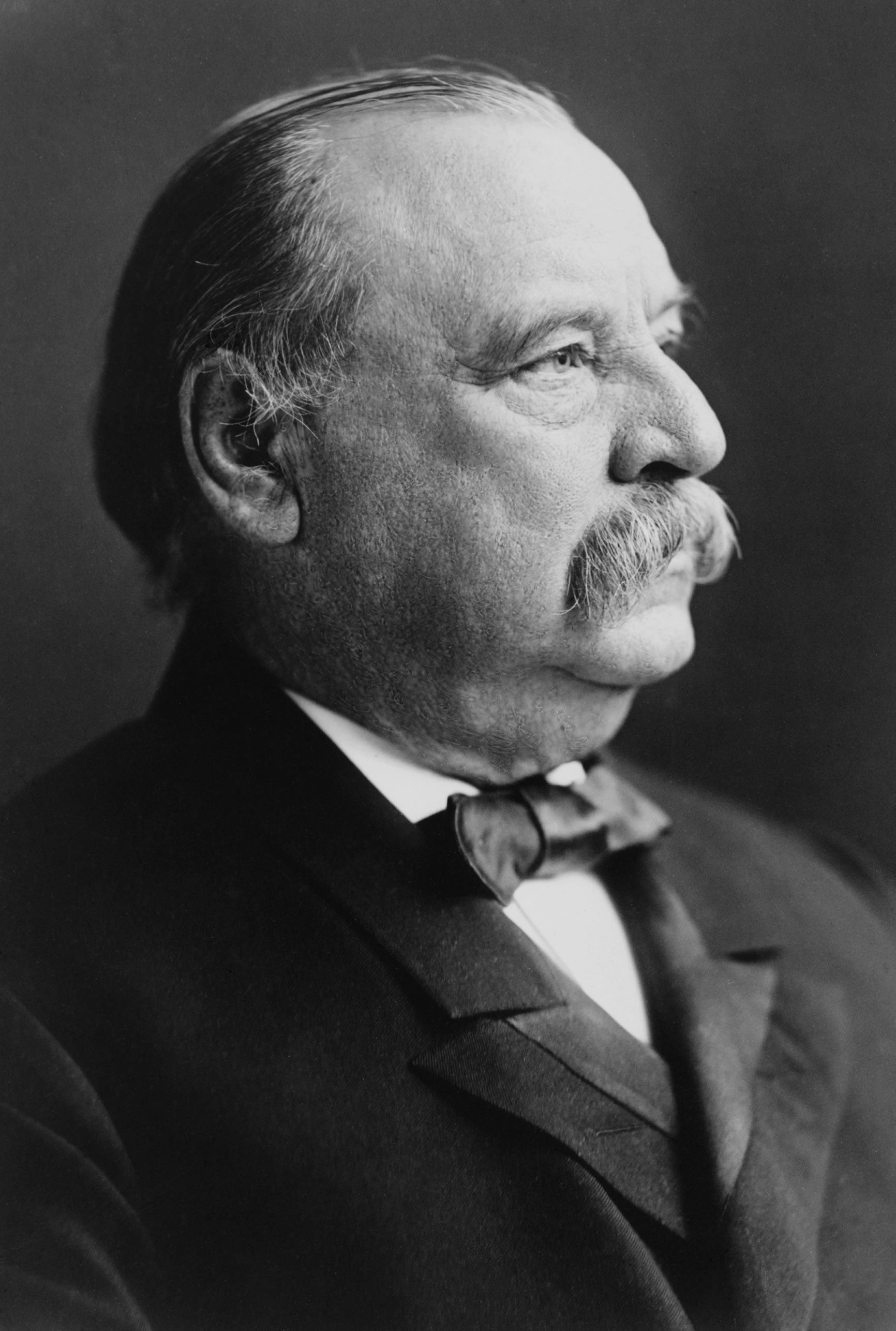
G. Cleveland

Das Cleveland County wurde am 17. April 1873 aus Teilen des Bradley County, des Dallas County, des Jefferson County und des Lincoln County als Dorsey County gebildet. Benannt wurde es original nach Stephen W. Dorsey, einem US-Senator aus Arkansas. 1885 wurde es umbenannt in Cleveland County, zu Ehren des gerade gewählten Präsidenten Grover Cleveland (1837–1908).
Am 25. April 1864, während des Sezessionskrieges, fand hier die Schlacht von Marks Mills zwischen konföderierten und Unionstruppen statt, der zu Gunsten der Konföderierten endete.
1889 zerstörte ein Feuer das County Courthouse in Toledo. Die Orte Rison, Kingsland und New Edinburg bewarben sich um den Sitz der Countyverwaltung. Nach mehreren Eingaben entschied der State Supreme Court am 11. April 1891 sich für die Stadt Rison.

## Demografische Daten
Nach der Volkszählung im Jahr 2000 lebten im Cleveland County 8571 Menschen. Davon wohnten 69 Personen in Sammelunterkünften, die anderen Einwohner lebten in 3273 Haushalten und 2513 Familien. Die Bevölkerungsdichte betrug 6 Einwohner pro Quadratkilometer. Ethnisch betrachtet setzte sich die Bevölkerung zusammen aus 84,79 Prozent Weißen, 13,22 Prozent Afroamerikanern, 0,32 Prozent amerikanischen Ureinwohnern, 0,14 Prozent Asiaten, 0,04 Prozent Bewohnern aus dem pazifischen Inselraum und 0,68 Prozent aus anderen ethnischen Gruppen; 0,83 Prozent stammen von zwei oder mehr Ethnien ab. Unabhängig von der ethnischen Zugehörigkeit waren 1,62 Prozent der Bevölkerung spanischer oder lateinamerikanischer Abstammung.
Von den 3273 Haushalten hatten 34,9 Prozent Kinder oder Jugendliche im Alter unter 18 Jahre, die mit ihnen zusammen lebten. 62,7 Prozent waren verheiratete, zusammenlebende Paare, 9,9 Prozent waren allein erziehende Mütter, 23,2 Prozent waren keine Familien. 21,4 Prozent aller Haushalte waren Singlehaushalte und in 10,0 Prozent lebten Menschen im Alter von 65 Jahren oder darüber. Die Durchschnittshaushaltsgröße lag bei 2,60 und die durchschnittliche Familiengröße bei 3,00 Personen.
26,2 Prozent der Bevölkerung waren unter 18 Jahre alt, 7,9 Prozent zwischen 18 und 24, 27,7 Prozent zwischen 25 und 44, 24,7 Prozent zwischen 45 und 64 und 13,6 Prozent waren 65 Jahre oder älter. Das Durchschnittsalter betrug 37 Jahre. Auf 100 weibliche kamen statistisch 95,4 männliche Personen und auf 100 Frauen im Alter von 18 Jahren und darüber kamen durchschnittlich 93,2 Männer.
Das jährliche Durchschnittseinkommen eines Haushalts betrug 32.405 USD, das Durchschnittseinkommen der Familien 38.164 USD. Männer hatten ein Durchschnittseinkommen von 31.282 USD, Frauen 21.172 USD. Das Prokopfeinkommen betrug 15.362 USD. 11,4 Prozent der Familien und 15,2 Prozent der Einwohner lebten unterhalb der Armutsgrenze.

## Kultur und Sehenswürdigkeiten

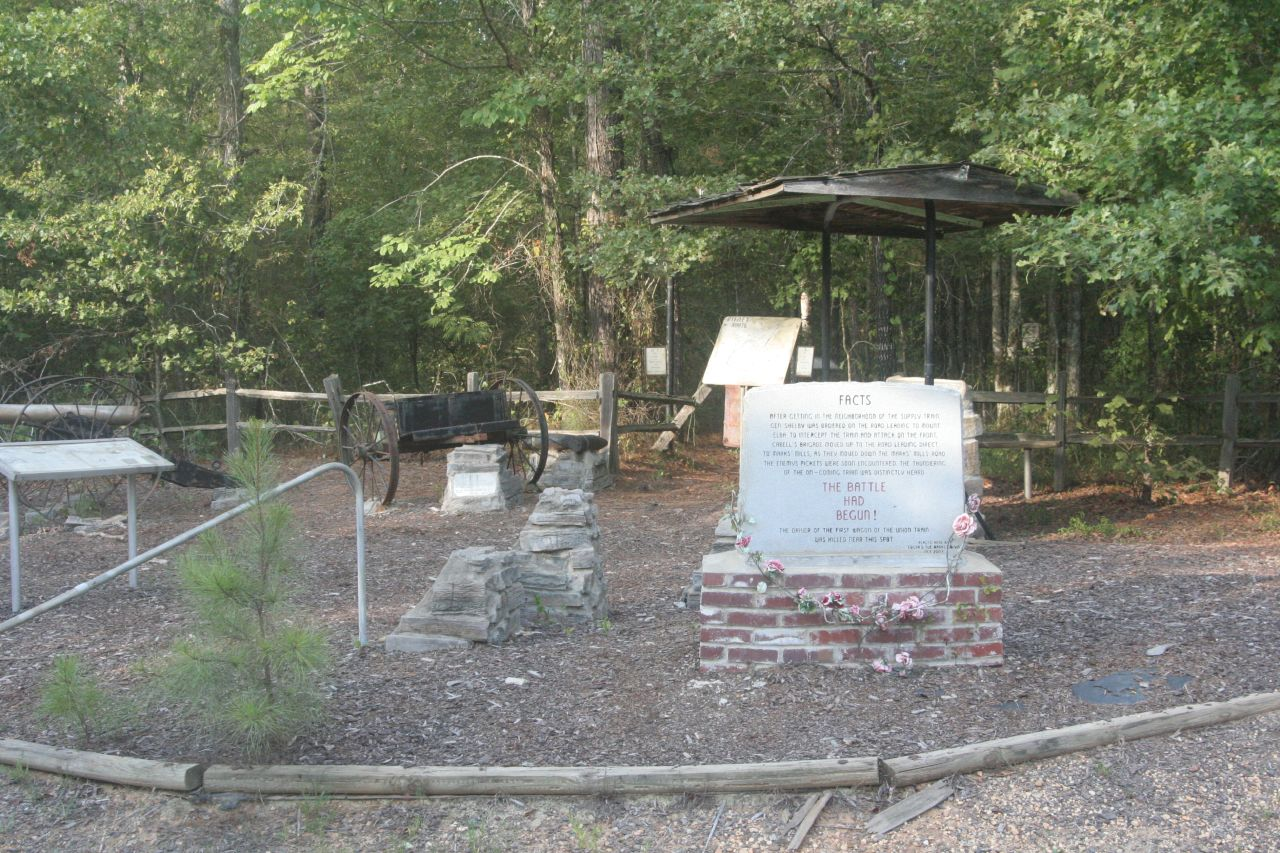
Im Marks’ Mills Battlefield Park (2007). Diese Stätte ist seit April 1994 ein National Historic Landmark.

14 Bauwerke, Stätten und historische Bezirke (Historic Districts) des Countys sind im National Register of Historic Places („Nationales Verzeichnis historischer Orte“; NRHP) eingetragen (Stand 12. Februar 2022), darunter hat der Marks’ Mills Battlefield Park, der an eine Schlacht im Sezessionskrieg erinnert, den Status eines National Historic Landmarks („Nationales historisches Wahrzeichen“).

## Städte und Gemeinden
- Calmer
- Friendship
- Gum Springs
- Hebron
- Herbine
- Kedron
- Kingsland
- Mount Elba
- Mount Zion
- New Edinburg
- Oak Grove
- Orlando
- Pansy
- Randall
- Rison
- Rowell
- Rye
- Saline
- Staves
- Toledo
- White Oak Bluff

Townships
- Bowman Township
- Harper Township
- Hudgin Township
- Hurricane Township
- Kingsland Township
- Lee Township
- Miller Township
- Niven Township
- Redland Township
- Rison Township
- Rowell Township
- Saline Township
- Smith Township
- White Oak Township
- Whiteville Township